# 兵頭功海
兵頭 功海（ひょうどう かつみ、1998年〈平成10年〉4月15日 - ）は、日本の俳優。福岡県出身。アミューズ所属。身長185cm。体重65kg。

## 略歴
- 2017年、GirlsAward×avex『BoysAward Audition 3rd』Boys Award賞受賞[2]。
- 2018年、GYAOとAmuseが共同実施したオーディション『NEW CINEMA PROJECT』の「出演者」 部門でグランプリを受賞する[1][3]。
- 2019年、7月20日公開映画『五億円のじんせい』で俳優デビュー。同年、特撮テレビドラマ『騎士竜戦隊リュウソウジャー』にてカナロ / リュウソウゴールド役としてテレビドラマに初出演する[4]。
- 2022年、3月18日・19日にMBSで放送されたスペシャルドラマ『インバージョン』でテレビドラマ初主演[5]。
- 2023年、10月期TBS系日曜劇場『下剋上球児』でピッチャー・根室知廣役として出演し、注目を集める[6]。
- 2024年、9月27日から放送開始予定のTBS系ドラマストリーム『毒恋～毒もすぎれば恋となる～』で濱正悟とダブル主演を務め、連続ドラマ初主演[7]。

## 人物
- 特技は野球・歌・ギター・水泳。
- 台湾とのハーフである。
- 名前の由来は『自分のやった成功が、海を渡って世界に広がりますように』[8]。
- MBTIはENFPかESFP[9]。
- 4人兄弟の長男で、2歳下の弟、9歳下の妹、12歳下の弟がいる[10]。
- 小学校卒業のころに「テレビに出ること」を夢見ていた。高校3年の野球の最後の大会で、福岡県で準優勝したほどの実力校出身で、投手を務めていたが、その最後の大会に投げることができなかった。監督にも期待されていたにもかかわらず、大会の前に投げるのが怖くなってしまい、いくら練習しても自分が思うように投げられなくなりやがて練習試合でも手が震えてしまう[11]。
- プロ野球・福岡ソフトバンクホークスの大津亮介投手とは学生時代から親交がある[12]。
- 高校卒業と同時に野球を潔くあきらめ、演技の世界に飛び込むことを決意する。上京するきっかけは、母親から自立するためにも東京に出て、もまれて来いと言われたこと。東京なら歩いていてスカウトされるかもしれないし、オーディションを受ける機会も増えるだろうし、とりあえず東京に出ないと始まらないなって、スパッと野球をやめ、その気持ち一つで出てきたなんのあてもないまま、身一つで上京する[11]。
- 『リュウソウジャー』のオーディションでは、兵頭はレッドを目指す意気込みでいたが、会場に着いて追加戦士のオーディションだと知ってモチベーションが落ちてしまい、後にスタッフから「一人だけリラックスして変にやる気がなかった」と評されたという[13]。
- 『リュウソウジャー』のチーフプロデューサーを務めた丸山真哉は、兵頭を起用した理由について佇まいが良かったと述べており、また中途半端に恥ずかしがらず一生懸命であったことが役に良い影響を与えたことも語っている[14]。特にカナロのナンパシーンは制作サイドの判断でカットされる可能性もあったが、兵頭の雰囲気が良かったことから面白いものになったと述べている[14][注釈 1]。同作品の共演者らは兵頭について「真面目」と評しており、一ノ瀬颯は兵頭が現場にノートを持参していつも書き込んでいたと証言している[16]。また尾碕真花は、人を見る目があると述べている[16]。
- また、『リュウソウジャー』特別編制作時には、「僕たちの1年間の最後がちょうどコロナ禍で、ファイナルライブツアーもできなかったし、なんとなく不完全燃焼なままで終わってしまった感じだった」「後日談ではないが、僕たちにとっての集大成という気持ちで取り組んだ」と語っている[17]。

## 出演

### テレビドラマ
- 騎士竜戦隊リュウソウジャー 第14話 - 最終話（2019年6月23日 - 2020年3月1日、テレビ朝日） - カナロ / リュウソウゴールド 役[4]
- 片恋グルメ日記（TOKYO MX） - 星勇気 役
  - 片恋グルメ日記（2020年10月12日 - 12月14日）[18]
  - 片恋グルメ日記2（2022年5月23日 - 7月11日）[19]
- 社内マリッジハニー（2020年11月13日 - 12月25日、MBS 他5局） - 西谷健太郎 役[20]
- 遺留捜査 第6シリーズ 第2話（2021年1月21日、テレビ朝日） - 諏訪剛志 役[21]
- DIVE!! 第6話・第11話・最終話（2021年5月19日・6月23日・30日、テレビ東京） - 山田篤彦 役[22]
- 科捜研の女 Season21 第3話（2021年11月4日、テレビ朝日） - 溝口晴翔 役[23]
- 管理官キング（2022年1月6日、テレビ朝日） - 有馬蓮 役
- インバージョン（2022年3月18日・19日、MBSテレビ）- 主演・外山守 役[5]
- 特捜9 Season5 第5話・第6話（2022年5月4日・11日、テレビ朝日） - 滝口俊介 役[24][25]
- ガリレオ 禁断の魔術（2022年9月17日、フジテレビ） - 五十嵐 役[26]
- ブルーバースデー（2023年2月8日 - 3月29日、関西テレビ） - 木村晋介 役[27]
- 今野敏サスペンス 機捜235×強行犯係 樋口顕 第6話（2023年3月3日、テレビ東京）- 安藤晴人 役
- ドラフトキング 第7話 - 最終話（2023年5月20日 - 6月10日、WOWOW） - 仲眞大海 役[28]
- ドロップ（2023年6月2日 - 8月4日、WOWOW） - ジョー / 明智丈 役[29]
- CODE-願いの代償-（2023年7月2日 - 9月3日、読売テレビ・日本テレビ） - 八重樫享 役[30]
- 下剋上球児（2023年10月15日 - 12月17日、TBS） - 根室知廣 役[6]
- となりのナースエイド 第6話（2024年2月14日、日本テレビ） - 片岡照希 役[31]
- 9ボーダー 第1話・第2話・第4話・第9話（2024年4月19日・26日・5月10日・6月14日、TBS） - 立花祐輔 役[32]
- 土曜はナニする!? イケドラ（2024年8月3日 - 31日、関西テレビ・フジテレビ） - 主演[33][34]
- 毒恋〜毒もすぎれば恋となる〜（2024年9月17日 - 12月10日、TBS） - 主演・ハルト 役（濱正悟とW主演）[7]
- 五十嵐夫妻は偽装他人（2025年1月9日 - 3月27日、テレビ東京） - 瀬戸翠 役[35]
- 私の知らない私（2025年1月9日 - 3月20日、読売テレビ・日本テレビ） - 相沢龍之介 役[36]
- DOCTOR PRICE 第4話（2025年8月3日、読売テレビ・日本テレビ） - 森家一平 役[37]

### 映画
- 五億円のじんせい（2019年7月20日公開） - 透 役[38]
- スーパー戦隊シリーズ - カナロ / リュウソウゴールド 役
  - 騎士竜戦隊リュウソウジャー THE MOVIE タイムスリップ!恐竜パニック!!（2019年7月26日公開）[注釈 2]
  - 劇場版 騎士竜戦隊リュウソウジャーVSルパンレンジャーVSパトレンジャー（2020年2月8日公開）[39]
  - 騎士竜戦隊リュウソウジャー 特別編 メモリー・オブ・ソウルメイツ（2021年2月20日公開）[40]
- モジャ（2022年6月公開）- セイヤ 役[41]
- レッドブリッジ / レッドブリッジ ビギニング（2022年6月4日公開） - 巻龍一 役[42]
- 消せない記憶（2023年3月31日公開） - 西潤一 役[43]
- Amuse Presents SUPER HANDSOME LIVE 2022 “ROCK YOU! ROCK ME!!”（2023年5月19日 - 6月1日公開）[44]
- 18歳のおとなたち（2024年3月1日公開）- 成田誠（マコト） 役[45][46]
- 愛のゆくえ（2024年3月1日公開） - 七瀬徹 役[47]
- 蒲団（2024年5月11日公開） - 田中秀夫 役[48]
- みーんな、宇宙人。（2024年6月7日公開） - セイヤ 役[49]
- ブルーピリオド（2024年8月9日公開） - 恋ヶ窪晋 役[50]
- BADBOYS -THE MOVIE-（2025年5月30日公開） - 段野秀典 役[51]

### オリジナルビデオ
- 魔進戦隊キラメイジャーVSリュウソウジャー（2021年8月4日、東映ビデオ） - カナロ / リュウソウゴールド 役[52]

### バラエティ番組
- あざとくて何が悪いの?（2020年11月21日、テレビ朝日）[53]
  - あざとくて何が悪いの?「あざと連ドラ」第5弾（2022年6月5日 - 9月25日、テレビ朝日） - 真中健太郎 役[54]
- ハンサムゼミ（2021年1月25日 - 12月27日 、毎日放送）[55]
- 痛快TVスカッとジャパン コントみたいな実話「安物アレルギー女」（2021年3月8日、フジテレビ） - 森村 役[56]

### 情報番組
- めざましテレビ（2024年1月11日・16日・23日・29日、フジテレビ） - マンスリーエンタメプレゼンター[57]

### WEB配信
- 恋愛ドラマな恋がしたい シーズン2（2018年12月1日 - 2019年2月16日、AbemaTV） - カツ 役
- FHIT MUSIC♪〜倉木麻衣〜（2019年3月8日、dTV）
- 恋する品川くん（2019年4月19日 - 24日、全4回、PS公式Instagam） - 主演・品川 役
- LINEドラマ『昔、好きだった人からLINEが届いた。』×「浮気されてもまだ好きって曲。』」りりあ。（2020年8月4日 - 18日、全5回、LINE Japan） - シロくん 役
- ブラックシンデレラ（2021年4月22日 - 6月10日、AbemaTV） - 滝川隼人 役[58]
  - ブラックシンデレラ -卒業編-（前編：2021年6月10日・後編：6月17日、AbemaTV）[59]
- イケMEN！～3分だけのキュン彼氏～ 第4話（2021年12月2日、Spotify、オーディオドラマ） - 腹黒執事の彼・ルイ 役[60]
- きいてください、最後の曲です（2022年2月17日 - 3月17日、全5話、ahamo公式YouTubeチャンネル） - 桂木正敏 役[61]
- インフォーマ -闇を生きる獣たち-（2024年11月7日 - 、ABEMA） - 優吉 役[62]

### イベント
- Amuse Presents SUPER HANDSOME LIVE 2021 “OVER THE RAINBOW”（2021年4月9日 - 11日、全6公演、TOKYO DOME CITY HALL）[63]
- Amuse Presents SUPER HANDSOME LIVE 2022 “ROCK YOU! ROCK ME!!”（2022年12月29日 - 30日、全3公演、LINE CUBE SHIBUYA）[64]
- Amuse Presents SUPER HANDSOME LIVE 2024 “WE AHHHHH！”（2024年3月22日 - 24日、全5公演、LINE CUBE SHIBUYA）[65]
- 兵頭功海 26th Birthday Event～“推しかつ”～（2024年4月21日、全2公演、CBGKシブゲキ!!）[66]
- Hyodo Katsumi Christmas Event 推しかつ～"推しかつ"も過ぎればクセとなる～（2024年12月24日、全2公演、CBGKシブゲキ!!）[67]

### CM
- 株式会社ノバック「野羽くん登場編」～ニッポンを造ってる～（2022年9月24日 - ）- 野羽美雄 役
- リクルートマーケティングパートナーズ「ゼクシィ」（2023年4月20日 - ）[68]

### PV
- 橋本裕太「ボクラセダイ」（2019年2月27日[69]）
- TANAKA ALICE「Miss summer」（2019年7月6日）
- reGretGirl「カーテンコール」（2021年1月27日[70]）
- KEISUKE「じゃあね。」（2021年10月27日）
- 優里「おにごっこ」（2022年9月16日[71]）
- 優里「恋人じゃなくなった日」（2023年3月1日[72]）

### 玩具
- 騎士竜戦隊リュウソウジャー リュウソウケン -MEMORIAL EDITION-（2020年9月）
- 騎士竜戦隊リュウソウジャー ガイソーケン -MEMORIAL EDITION-（2022年2月）

## ディスコグラフィ

### キャラクターソング
| 発売日        | 商品名                                                | 歌                 | 楽曲             | 備考                                             |
| ------------- | ----------------------------------------------------- | ------------------ | ---------------- | ------------------------------------------------ |
| 2020年2月19日 | 騎士竜戦隊リュウソウジャー キャラクターソングアルバム | カナロ（兵頭功海） | 「夢で逢えたら」 | テレビドラマ『騎士竜戦隊リュウソウジャー』関連曲 |
| 2020年3月18日 | 騎士竜戦隊リュウソウジャー 全曲集                     | カナロ（兵頭功海） | 「夢で逢えたら」 | テレビドラマ『騎士竜戦隊リュウソウジャー』関連曲 |

## 書籍

### 写真集
- 兵頭功海 1st写真集『かつ』（2023年12月18日発売、ワニブックス）[73]ISBN 978-4-8470-8534-5